# Episodi di Britannia High
La prima stagione di Britannia High è composta da otto episodi della durata di 60 minuti. Prima della première, il network trasmetterà due speciali da sessanta minuti sul casting della nuova serie. Il primo episodio è stato reso disponibile il 17 ottobre 2008 sul sito di ITV per una intera settimana. Sono stati aggiunti 2 special, che sono stati proiettati prima dei rispettivi primo e secondo episodio. Il nono episodio dovrebbe essere LIVE.In Italia la serie debutta su RaiSat Smash Girls il 9 maggio 2009 alle 20.55
| nº | Titolo                             | Prima TV UK      | Prima TV Italia |
| -- | ---------------------------------- | ---------------- | --------------- |
| 1  | Let's Dance                        | 26 ottobre 2008  | 9 maggio 2009   |
| 2  | Behind The Mask                    | 2 novembre 2008  | 10 maggio 2009  |
| 3  | Who Are You?                       | 9 novembre 2008  | 16 maggio 2009  |
| 4  | Fame                               | 16 novembre 2008 | 17 maggio 2009  |
| 5  | Go Your Own Way                    | 23 novembre 2008 | 23 maggio 2009  |
| 6  | Miss Independent                   | 30 novembre 2008 | 24 maggio 2009  |
| 7  | Don't Stand So Close To Me         | 7 dicembre 2008  | 30 maggio 2009  |
| 8  | With A Little Help From My Friends | 14 dicembre 2008 | 31 maggio 2009  |
| 9  | Finale                             | 21 dicembre 2008 |                 |

## Balliamo
- Titolo originale: Let's dance
- Diretto da:
- Scritto da:

### Trama
Lauren è una nuova allieva della prestigiosa accademia Britannia High, in cui si insegnano le tre discipline fondamentali dello spettacolo: danza, canto e recitazione. Claudine scopre che la nuova arrivata è stata ammessa senza sostenere un regolare provino. Per l'inizio dell'anno tutti gli allievi dovranno sostenere una prova di danza in uno spettacolo allestito per l'occasione. Lauren si trova in difficoltà nell'apprendere i passi della coreografia e accetta così l'aiuto di Danny. Tra i due sboccia l'amore.

## Dietro la maschera
- Titolo originale: Behind The Mask
- Diretto da:
- Scritto da:

### Trama
È tempo di eleggere il nuovo rappresentante degli studenti e sia Lauren che Claudine si candidano per ottenere la carica. All'insaputa di tutti BB e Jez candidano Danny alle elezioni. Eletto vincitore, Danny deve intervistare due membri delle Girls Aloud, in visita al Britannia High. L'evento rivelerà però un delicato segreto del ragazzo, costretto ora ad affrontare i propri problemi. Si scoprirà infatti essere dislessico.

## Chi sei?
- Titolo originale: Who are You?
- Diretto da:
- Scritto da:

### Trama
Jez nasconde ai suoi amici di essere molto ricco, il padre infatti è proprietario di una agenzia immobiliare. Il giorno del suo compleanno, però, il suo segreto viene a galla. Ma come mentiva ai suoi amici facendo credere loro di essere povero, Jez mente a suo padre facendogli credere di frequentare una scuola di economia. Quando Jack Tyler, padre di Jez, scopre la verità cerca di far allontanare il ragazzo dalla scuola, ma BB ha una sorpresa per lui: Jack assisterà ad una performance live del figlio e dovrà cambiare idea. Jez e suo padre dialogano dopo l'esibizione al piano del giovane, ma Jack non cambia idea: Jez potrà cantare se ne avrà voglia dopo una laurea in economia. Jez decide allora di voltare le spalle al padre e continuare il suo percorso al Britannia High.

## La fama
- Titolo originale: Fame
- Diretto da:
- Scritto da:

### Trama
Dopo aver conosciuto Matt Willis in discoteca, Lola finisce sui giornali per una foto che li ritrae insieme. La ragazza si lascia sedurre dalla possibilità di un successo facile vendendo a una giornalista una falsa storia per tentare la rapida ascesa nel mondo dello spettacolo. Il preside Nugent la mette così di fronte a una scelta e la ragazza decide di abbandonare la Britannia High. Quando capisce di aver commesso un terribile errore, Lola chiede al signor Nugent una seconda possibilità. Il preside allora decide di farle sostenere nuovamente il provino per rientrare nella classe di studenti del Britannia High.

## Vai per la tua strada
- Titolo originale: Go Your Own Way
- Diretto da:
- Scritto da:

### Trama
Julius, fratello maggiore di BB, va a trovarlo al Britannia High con il suo gruppo di amici. Il ragazzo non si sente orgoglioso del fatto che BB ami cantare e danzare, ritenendo che sia poco virile. Una sera lo porta con sé e la banda, lo munisce di pistola e lo obbliga a puntare l'arma contro il commesso di un negozio. BB, spaventato, si tira indietro, attirando le antipatie del gruppo. Quando rivede il fratello Julius, quella sera stessa, i due litigano e BB esce di casa furente passando la notte al Britannia High. Il mattino seguente il preside Nugent lo informa che Julius è stato ferito durante uno scontro con una banda rivale e che ora è in ospedale in gravi condizioni. Dopo poco Julius morirà lasciando BB nella solitudine e nello sconforto più totale. Il ragazzo, disperato, crede di dover vendicare il fratello, ormai deceduto. Solo grazie all'aiuto dell'amico Jez riuscirà a prendere la giusta decisione.

## Miss indipendenza
- Titolo originale: Miss Independent
- Diretto da:
- Scritto da:

### Trama
Claudine è sempre più gelosa dell'amore sbocciato tra Danny e Lauren e cerca in ogni modo di separarli. Il suo ultimo tentativo viene smascherato e la ragazza viene beffeggiata dalla coppia formata da Danny e Lauren. Claudine si sente offesa e tradita e ora preferisce stare da sola. Danny sceglie di andare a parlare con lei, che gli confida gli abusi subiti dalla madre quando era ancora piccola. Tra Danny e Claudine scatta un bacio. Lauren assiste allibita alla scena.

## Non starmi così vicino
- Titolo originale: Don't Stand So Close To Me
- Diretto da:
- Scritto da:

### Trama
Lola è innamorata di Stefan, l'insegnante di danza. I due trascorrono molto tempo insieme per via di una competizione di danza alla quale Lola parteciperà. Quando anche Stefan capirà che il loro rapporto potrebbe compromettere la sua posizione di insegnante all'interno della scuola, decide di partire per l'Australia. Lola vorrebbe seguirlo, ma capisce di dover restare al Britannia High.

## Con il piccolo aiuto dei miei amici
- Titolo originale: With A Little Help From My Friends
- Diretto da:
- Scritto da:

### Trama
Lauren ha dei dolori fastidiosi alle articolazioni, ma decide di non dire niente a nessuno per paura che si possa trattare di qualcosa di grave. Così inizia a prendere medicinali per sedare il dolore. Claudine è la prima ad accorgersene e manifesta la sua preoccupazione agli amici. All'improvviso, durante le prove di una canzone, Lauren perde i sensi e confessa al signor Nugent di pensare di poter essere affetta da sclerosi multipla.
Intanto continuano le audizioni per lo spettacolo di fine anno, a cui parteciperanno solo i più meritevoli e i più talentuosi allievi dell'istituto. Anche Ronnie sogna di potersi esibire e chiede l'aiuto di Jez per ricevere lezioni di canto. Il ragazzo non riesce a dirle che Ronnie è stonata e lascia che faccia la sua brutta figura di fronte a tutta la scuola. Ronnie lascia il suo posto di cameriera alla mensa della scuola per tornare a casa propria.
Lauren, in ospedale per accertamenti, chiede la mano di Claudine, l'unica secondo lei in grado di starle vicina in questo delicato momento. Le due ragazze trascorrono molto tempo insieme, il che fa insospettire Danny, che lascia Claudine. La ragazza allora racconta a Danny della possibile malattia di Lauren e lo sprona a starle accanto. Non ha però fatto i conti con i sentimenti che Danny e Lauren provano ancora l'uno per l'altra. Danny deve ora scegliere quale delle due sarà la sua ragazza.
Nel frattempo Ronnie torna al Britannia High rassegnata al fatto che non potrà mai essere una cantante professionista. In un impeto di passione bacia Jez, che le ricorda di essere Gay.

## Finale
- Titolo originale: Finale
- Diretto da:
- Scritto da:

### Trama
È giunto il momento tanto atteso dello spettacolo di fine anno. Tra una esibizione e l'altra Lauren scopre di non essere malata di sclerosi multipla e lei, Claudine e Danny scelgono di rimanere tutti e tre amici. Riappare il padre di Jez, Jack Tyler, che si dice molto orgoglioso del figlio. Ronnie e BB decidono di partire insieme per conoscere il mondo. Stefan torna a Londra e chiede a Lola di seguirlo in Australia.
Ospiti dell'episodio i Boyzone, che si esibiscono in una performance dal vivo di "Better".